# Malachi Favors
Malachi Favors (22 de agosto de 1927– 30 de enero de 2004) fue un bajista de jazz estadounidense que tocó con el Art Ensemble de Chicago.

## Biografía
"La tendencia de Favors a disimular sobre su edad era una fuente de alegría bien conocida para los compañeros músicos de su generación". La mayoría de las obras de referencia dan su año de nacimiento en 1937, pero, tras su muerte, su hija afirmó que era 1927.
Tocaba principalmente el contrabajo, pero también tocaba el bajo eléctrico, el banjo, la cítara, el gong y otros instrumentos.  Comenzó a tocar el contrabajo a la edad de 15 años y comenzó a actuar profesionalmente al graduarse de la escuela secundaria.  Las primeras actuaciones incluyeron trabajos con Dizzy Gillespie y Freddie Hubbard.  En 1965, fue fundador de la Asociación para el Avance de los Músicos Creativos y miembro de la banda experimental de Muhal Richard Abrams. 
En algún momento añadió la palabra "Maghostut" a su nombre y debido a esto comúnmente aparece como "Malachi Favors Maghostut".  Musicalmente está más asociado con el bebop, el hard bop y, en particular, el free jazz.
Era protegido del bajista Wilbur Ware. Su primera grabación conocida fue una sesión de 1953 con el saxofonista tenor Paul Bascomb. Hizo un LP con el pianista Andrew Hill (1957). Comenzó a trabajar con Roscoe Mitchell en 1966, este grupo finalmente se convirtió en el Art Ensemble de Chicago. También trabajó fuera del grupo, con artistas como Sunny Murray, Archie Shepp y Dewey Redman.
Los discos destacados incluyen Natural & Spiritual (bajo solista, 1978)  y Sightsong (a duo con Muhal Richard Abrams, 1975).  En 1994 tocó con Roman Bunka (Oud) en el Festival de Jazz de Berlín y grabó el álbum 'German Critics Poll Winner', Color Me Cairo.
Murió de cáncer de páncreas en enero de 2004, a la edad de 76 años. 

## Discografía

### Como líder o colíder
- Natural & Spiritual (AECO, 1978)
- 2 x 4 (Southport, 1999) con Tatsu Aoki
- Live at Last (Rogueart, 2006)

### Con elConjunto de Arte de Chicago
| Título                                                            | Año  | Sello         |
| ----------------------------------------------------------------- | ---- | ------------- |
| Sound – Roscoe Mitchell Sextet                                    | 1966 | Delmark       |
| Old/Quartet – Roscoe Mitchell                                     | 1967 | Nessa         |
| Numbers 1 &amp; 2 – Lester Bowie                                  | 1967 | Nessa         |
| Early Combinations – Art Ensemble                                 | 1967 | Nessa         |
| Congliptious – Roscoe Mitchell Art Ensemble                       | 1968 | Nessa         |
| A Jackson in Your House                                           | 1969 | Actuel        |
| Tutankhamun                                                       | 1969 | Freedom       |
| The Spiritual                                                     | 1969 | Freedom       |
| People in Sorrow                                                  | 1969 | Pathé-Marconi |
| Message to Our Folks                                              | 1969 | Actuel        |
| Reese and the Smooth Ones                                         | 1969 | Actuel        |
| Eda Wobu                                                          | 1969 | JMY           |
| Certain Blacks                                                    | 1970 | America       |
| Go Home                                                           | 1970 | Galloway      |
| Chi-Congo                                                         | 1970 | Paula         |
| Les Stances a Sophie                                              | 1970 | Pathé-Marconi |
| Live in Paris                                                     | 1970 | Freedom       |
| Art Ensemble of Chicago with Fontella Bass                        | 1970 | America       |
| Phase One                                                         | 1971 | America       |
| Live at Mandell Hall                                              | 1972 | Delmark       |
| Bap-Tizum                                                         | 1972 | Atlantic      |
| Fanfare for the Warriors                                          | 1973 | Atlantic      |
| Kabalaba                                                          | 1974 | AECO          |
| Nice Guys                                                         | 1978 | ECM           |
| Live in Berlin                                                    | 1979 | West Wind     |
| Full Force                                                        | 1980 | ECM           |
| Urban Bushmen                                                     | 1980 | ECM           |
| Among the People                                                  | 1980 | Praxis        |
| The Complete Live in Japan                                        | 1984 | DIW           |
| The Third Decade                                                  | 1984 | ECM           |
| Naked                                                             | 1986 | DIW           |
| Ancient to the Future                                             | 1987 | DIW           |
| The Alternate Express                                             | 1989 | DIW           |
| Art Ensemble of Soweto                                            | 1990 | DIW           |
| America – South Africa                                            | 1990 | DIW           |
| Thelonious Sphere Monk with Cecil Taylor                          | 1990 | DIW           |
| Dreaming of the Masters Suite                                     | 1990 | DIW           |
| Live at the 6th Tokyo Music Joy with Lester Bowie's Brass Fantasy | 1991 | DIW           |
| Fundamental Destiny with Don Pullen                               | 1991 | AECO          |
| Salutes the Chicago Blues Tradition                               | 1993 | AECO          |
| Coming Home Jamaica                                               | 1996 | Atlantic      |
| Urban Magic                                                       | 1997 | AECO          |
| Tribute to Lester                                                 | 2001 | ECM           |
| Reunion                                                           | 2003 | Around Jazz   |
| The Meeting                                                       | 2003 | Pi            |
| Sirius Calling                                                    | 2004 | Pi            |

### Como acompañante
Con Ahmed Abdullah
- Liquid Magic (Silkheart, 1987)

Con Fred Anderson
- Black Horn Long Gone (Southport, 1993)

Con Charles Brackeen
- Bannar (Corazón de seda, 1987)

Con Bright Moments: Joseph Jarman, Kalaparusha Maurice McIntyre, Kahil El'Zabar y Adegoke Steve Colson
- Return of the Lost Tribe (Delmark, 1998)

Con Roman Bunka
- Color Me Cairo (Enja, 1995)

Con Kahil El'Zabar
- Sacred Love (Sound Aspects, 1985)
- Another Kind of Groove (Sound Aspects, 1986)
- The Ancestors Are Amongst Us (Katalyst Entertainment, 1987)
- Alika Rising at Leverkusener Jazztage (Sound Aspects, 1989)
- Renaissance of the Resistance (Delmark, 1993)
- Big Cliff (Delmark, 1994)
- Jitterbug Junction (CIMP, 1997)
- Conversations (Delmark, 1999) con Archie Shepp
- Africa N'Da Blues (Delmark, 1999) featuring Pharoah Sanders

Con Dennis González
- Stefan (Silkheart, 1987)
- Namesake (Silkheart, 1987)

Con Andrew Hill
- So in Love (Warwick, 1960)

Con Maurice McIntyre
- Humility in the Light of the Creator (Delmark, 1969)

Con Roscoe Mitchell
- Before There Was Sound (Nessa, 1965; issued 2011)
- Nonaah (Nessa, 1977)
- The Flow of Things (Black Saint, 1986)
- Hey Donald (Delmark, 1995)
- The Day and the Night (Dizim, 1997)

Con Sunny Murray
- Sunshine (BYG, 1969)
- Homage to Africa (BYG, 1969)
- An Even Break (Never Give a Sucker) (BYG, 1970)
- Live at Moers Festival (Moers Music, 1979)

Con Dewey Redman
- Tarik (BYG, 1969)

Con Archie Shepp
- Blasé (BYG, 1969)

Con Alan Silva
- Luna Surface (BYG, 1969)
- Seasons (BYG, 1971)

Con Wadada Leo Smith
- Reflectativity (Tzadik, 2000)
- Golden Quartet (Tzadik, 2000)
- The Year of the Elephant (Pi, 2002)